# 巴赫丁·海基姆奥卢
巴赫丁·海基姆奥卢（土耳其語：Bahattin Hekimoğlu，1989年1月12日—），土耳其男子射箭运动员。他曾代表土耳其参加2020年夏季残疾人奥林匹克运动会射箭比赛，获得男子个人W1级铜牌。